# Santa Cruz Warriors 2014-2015
La stagione 2014-15 dei Santa Cruz Warriors fu la 9ª nella NBA D-League per la franchigia.
I Santa Cruz Warriors vinsero la West Division con un record di 35-15. Nei play-off vinsero la semifinale di conference con gli Oklahoma City Blue (2-0), vincendo poi il titolo battendo nella finale NBA D-League i Fort Wayne Mad Ants (2-0).

## Roster
| N° | Naz.                            | Ruolo | Sportivo             | Anno | Alt. | Peso |
| -- | ------------------------------- | ----- | -------------------- | ---- | ---- | ---- |
| 7  | Stati Uniti (bandiera)          | G     | Elliot Williams      | 1989 | 196  | 82   |
| 9  | Stati Uniti (bandiera)          | G     | Sean Kilpatrick      | 1990 | 193  | 95   |
| 9  | Stati Uniti (bandiera)          | G     | Andrew Warren        | 1987 | 196  | 95   |
| 12 | Stati Uniti (bandiera)          | A     | Taylor Griffin       | 1986 | 203  | 105  |
| 13 | Stati Uniti (bandiera)          | GA    | Carrick Felix        | 1990 | 198  | 91   |
| 13 | Stati Uniti (bandiera)          | GA    | Darington Hobson     | 1987 | 201  | 95   |
| 14 | Stati Uniti (bandiera)          | G     | Aaron Craft          | 1991 | 188  | 88   |
| 15 | Bahamas (bandiera)              | GA    | Mychel Thompson      | 1985 | 201  | 98   |
| 17 | Stati Uniti (bandiera)          | G     | Kiwi Gardner         | 1993 | 170  | 70   |
| 18 | Serbia (bandiera)               | G     | Miloš Milisavljević  | 1993 | 193  | 92   |
| 19 | Stati Uniti (bandiera)          | A     | Joe Alexander        | 1986 | 203  | 100  |
| 19 | Stati Uniti (bandiera)          | A     | Ronald Roberts       | 1991 | 203  | 102  |
| 20 | Stati Uniti (bandiera)          | G     | Blake Ahearn         | 1984 | 188  | 86   |
| 20 | Stati Uniti (bandiera)          | A     | Justin Holiday       | 1989 | 198  | 84   |
| 21 | Stati Uniti (bandiera)          | AC    | Mitchell Watt        | 1989 | 208  | 102  |
| 22 | Stati Uniti (bandiera)          | GA    | Dominique Sutton     | 1986 | 193  | 96   |
| 23 | Stati Uniti (bandiera)          | G     | Maurice Baker        | 1979 | 185  | 79   |
| 24 | Stati Uniti (bandiera)          | A     | James Michael McAdoo | 1993 | 206  | 104  |
| 32 | Bosnia ed Erzegovina (bandiera) | C     | Ognjen Kuzmić        | 1990 | 216  | 105  |
| 33 | Nigeria (bandiera)              | C     | Festus Ezeli         | 1989 | 211  | 116  |
| 33 | Stati Uniti (bandiera)          | A     | Kenny Hall           | 1990 | 206  | 104  |
| 34 | Stati Uniti (bandiera)          | GA    | Anthony Vereen       | 1986 | 198  | 111  |

## Staff tecnico
- Allenatore: Casey Hill
- Vice-allenatori: James Andrisevic, Raman Sposato
- Preparatore atletico: Roger Sancho